# Шапошников, Иван Иванович (военно-морской деятель)
Иван Иванович Шапошников — советский военно-морской деятель, инженерный работник, начальник кафедры теории устройства корабля и технического черчения Военно-морского училища им. М. В. Фрунзе, инженер-капитан 1-го ранга (1940).

## Биография
Русский, беспартийный. В РККФ с ноября 1917. В 1940 исполняющий должность начальника кафедры теории устройства корабля Военно-морского училища им. М. В. Фрунзе. Затем в период Великой Отечественной войны утверждён в этом учебном заведении в должности начальника кафедры теории устройства корабля и технического черчения.
Из аттестаций: Дисциплинированный и старательный начальник кафедры, стремится улучшить постановку дела по преподаваемым дисциплинам и передать курсантам опыт Отечественной войны.

### Звания
- Инженер-флагман 3-го ранга (29 марта 1940);[2][3]
- Инженер-капитан 1-го ранга (8 июня 1940).[4]

### Награды
- Орден Ленина (1945);
- Орден Красного Знамени (1944);
- Орден «Знак Почёта» (10 июня 1939);
- Юбилейная медаль «XX лет Рабоче-Крестьянской Красной Армии» (1938);
- Медаль «За победу над Германией в Великой Отечественной войне 1941—1945 гг.» (1945).